# Anke Maria Groot
Anke Maria Groot (1952) è una modella olandese, vincitrice del titolo di Miss Europa 1973.
Anke Maria Groot fu incoronata Miss Europa 1973 il 23 gennaio 1974 presso Kitzbühel, in Austria, dove la rappresentante dei Paesi Bassi vinse sulle altre diciotto concorrenti.
Nello stesso anno la Groot fu anche semifinalista a Miss Mondo.